# Saxofon
Saxofon je novodobý jednoplátkový dechový nástroj vyráběný převážně z mosazného plechu (profesionální modely také ze stříbra). Používá se především v jazzu (jako sólový nástroj i jako součást jazzových komorních souborů či orchestrů) a populární hudbě, ale i v klasické hudbě. Původním záměrem však bylo vytvořit nástroj vhodný pro dechové a vojenské orchestry. Do rodiny dřevěných dechových nástrojů patří kvůli své stavbě a způsobu jakým se na něj hraje. Již od počátku byly saxofony konstruovány výhradně z kovu.

## Historie
Saxofon vynalezl okolo roku 1840 belgický nástrojař, flétnista a klarinetista Adolphe Sax. Ačkoliv saxofony hned v několika velikostech zkonstruoval již na začátku 40. let 19. století, nástroj mu byl patentován až 28. června 1846, a to na 20 let. Nástroj byl poprvé představen veřejnosti na výstavě v Bruselu v roce 1841. Jednalo se o basový saxofon laděný v C. Adolphe Sax také na počátku 40. let pořádal soukromé výstavy pro pařížské hudebníky. Jeho původním záměrem bylo vytvořit 14 typů saxofonů, realizovány byly jen některé.
Není známo, co inspirovalo Saxe k vytvoření saxofonu, ale s největší pravděpodobností se pokusil nasadit klarinetovou hubičku na ofikleidu, což vytvoří nástroj se saxofonovým zvukem. Adolphe Sax kromě jiných nástrojů konstruoval na konci třicátých let i ofikleidy.
Saxovým záměrem, jasně stanoveným v jeho spisech, bylo zkonstruovat zcela nový dechový nástroj, který by zněl dobře v nízkých polohách a který by kombinoval dobrou ovladatelnost dřevěných nástrojů s masivním a razantním tónem žesťových nástrojů. Adolphe Sax navrhl celkově 14 typů saxofonů, ale některé nebyly dodnes zkonstruovány.
Nástroj byl původně navržen pro potřeby klasických symfonických orchestrů, skladatelé ho ale dlouhou dobu prakticky ignorovali; v menší míře se prosadil jen u vojenských kapel. Masově se rozšířil až od nástupu jazzu na přelomu 19. a 20. století. Saxofon je svými zvukovými vlastnostmi pro tento žánr daleko vhodnější než pro potřeby vážné hudby.
Po dobu platnosti patentu (1846–1866) nesměl být nástroj vyráběn ani upravován nikde jinde než v Saxově továrně, avšak tento i Saxovy četné další patenty byly neustále porušovány jeho soupeři. Po vypršení platnosti patentu v roce 1866 představilo mnoho různých výrobců své modely v různých úpravách.

## Stavba

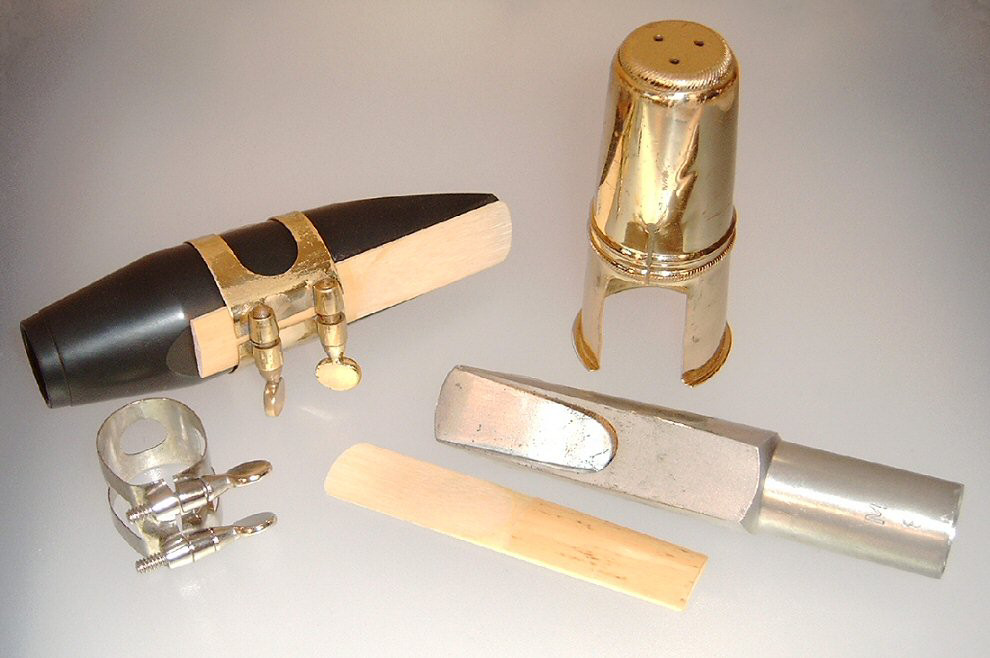
Hubička a plátek tenorsaxofonu

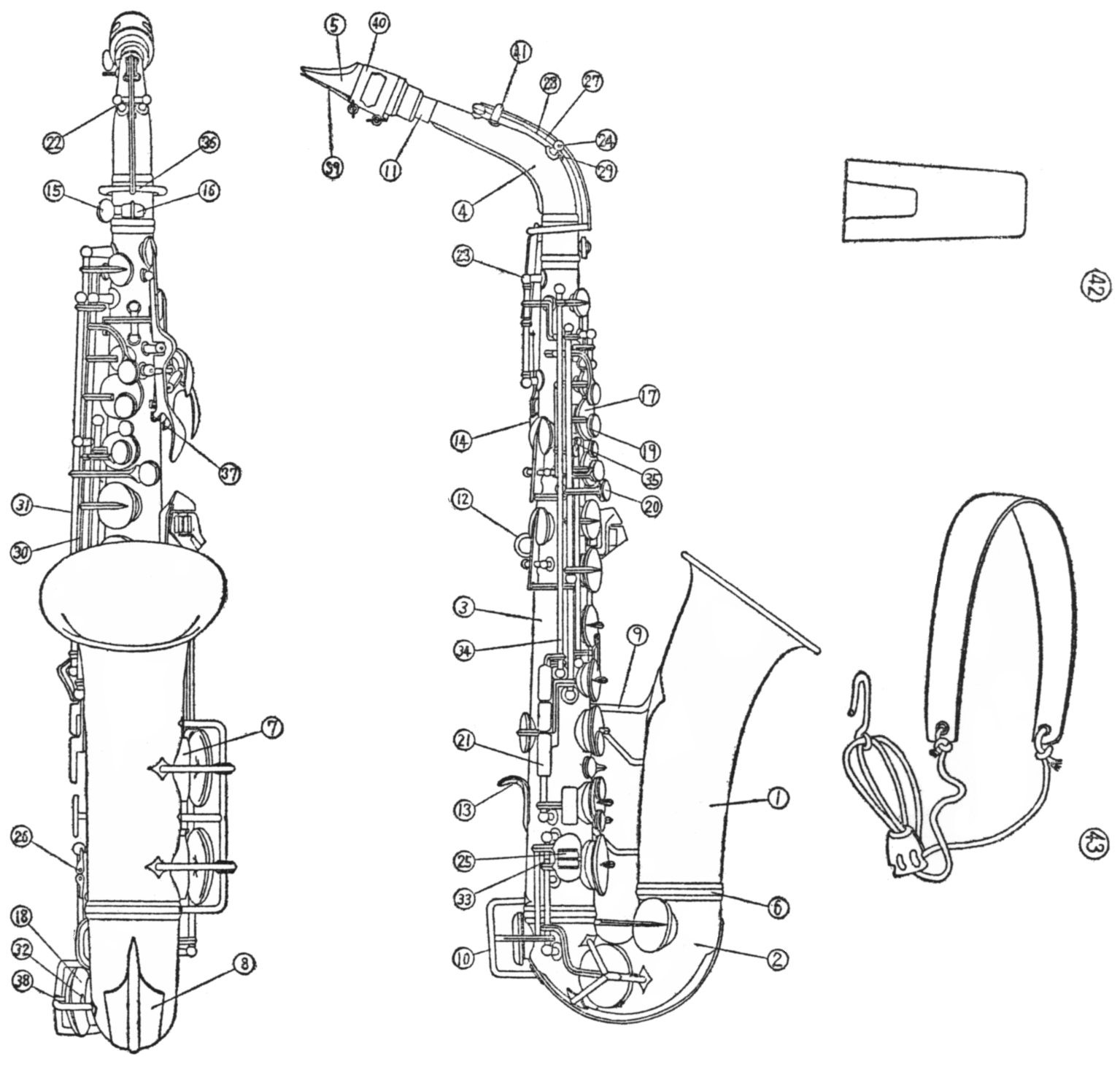
Schéma saxofonu

Saxofon je jednoplátkový nástroj (stejně jako klarinet), trubici má ale kónickou, proto se jeho akustické vlastnosti blíží spíše hoboji (klarinet má trubici válcovitého tvaru). Většina saxofonů má zahnutou trubici spíše z praktických důvodů (sníží se tím délka nástroje), na zvukové vlastnosti má tento prvek jen malý vliv. Saxofon přefukuje do oktávy (stejně jako hoboj), zatímco klarinet přefukuje do duodecimy. Hmatový systém je Boehmův, stejně jako u klarinetu nebo příčné flétny. Hmaty se však liší.
Téměř všechny saxofony jsou vyráběny z mosazi. Následně se nástroj nalakuje nebo pokoví (stříbrem či zlatem), čímž sníží výskyt korozi a zlepší se jeho zvukové vlastnosti. V současnosti jsou oblíbené také laky, které novému saxofonu propůjčují starý a omšelý vzhled či různé barevné kombinace. Ty však ovlivňují zvuk spíše negativně.
Stejně jako v případě klarinetu má saxofon plátek připevněný na hubičku, každý typ saxofonu používá jinou velikost hubice, ligatury i plátku. Většina hráčů používá tradiční plátky z trstě rákosovité (Arundo donax), existují však i syntetické varianty, které se vyznačují vyšší trvanlivostí a odolností, za to neposkytují stejné zvukové vlastnosti.

## Systém klapek
Přibližný rozsah saxofonu je asi dvě a půl oktávy. Všechny tóny nad tuto hranici jsou součástí přefukovaného rejstříku. Ke změně tónů dochází díky důmyslnému systému otvorů a klapek – saxofon má mezi 21 a 23 klapkami. Po zmáčknutí klapky dochází k otevření nebo uzavření jednoho či více otvorů. Počet klapek záleží na tom, zda má nástroj klapku pro Fis³, G³ a malé a. Fis klapka začala být od roku 1970 běžnou součástí nástrojů pro pokročilé hráče a profesionály, zatímco G klapku můžeme nalézt pouze na několika moderních sopránsaxofonech. Několik modelů barytonsaxofonů má přídavný otvor a klapku pro malé a.

## Materiály
Téměř všechny saxofony jsou vyrobeny z mosazi – nejsou však řazeny mezi žesťové nástroje, ale mezi dřevěné dechové nástroje, protože zařazení není v tomto případě podmíněno materiálem, ale způsobem tvorby tónu.
Výrobci zkoušeli i jiné materiály, s různým procentem úspěchu. V padesátých letech například společnost Grafton vyrobila saxofony z plastu. Několik společností, mezi nimi např. Yanagisawa, vyrobilo několik saxofonů z bronzu, díky kterému má prý nástroj plnější tón. Někteří výrobci dělají esa saxofonů nebo celé nástroje z mincovního stříbra.
Bývá používáno také niklové stříbro, z kterého vyrábějí nástroje např. Selmer, Yanagisawa, P. Mauriat či Keilwerth. Pro někoho mají tyto nástroje jasnější a silnější zvuk.
Povrchová úprava
Když je nástroj hotový, aplikuje výrobce na holou mosaz slabý nátěr. Lak nebo pokovení (stříbro, zlato) slouží k ochraně mědi před korozí a navíc dotváří atraktivní vzezření nástroje. Během let bylo používáno mnoho různých druhů a barev povrchové úpravy.

## Hubice
Saxofonová hubička je podobná hubičce klarinetu. Hubičky se vyrábí z mnoha různých materiálů, nejčastěji však z ebonitu, plastu nebo kovu. Méně běžnými materiály jsou například sklo, dřevo, křišťál nebo dokonce kost. Kovové hubičky mají jasnější a ostřejší tón než běžné hubičky vyráběné z ebonitu. Někteří saxofonisté se domnívají, že plastové hubičky netvoří dobrý tón. Jiní tvrdí, že na materiálu hubičky nezáleží a na tón mají vliv spíše fyzické proporce jedince. Další názory říkají, že pro barvu tónu není rozhodující materiál hubičky, ale její tvar a provedení.

## Plátek
Ke hře na saxofon je potřeba plátek. Saxofonový plátek je podobný jako plátek, který se používá na klarinet, je ovšem širší. Každý typ saxofonu (alt, tenor,…) má plátek jinak veliký. Plátky jsou běžně dostupné v různých stylech, tvrdostech a také od různých výrobců. Každý hráč zkouší plátky různě silné, aby zjistil, která tvrdost je pro jeho ústa a styl hry nejvhodnější. Tvrdost plátků je v rozmezí od 1 (měkké) do 5 (tvrdé). Stupnice není standardizována; proto je například plátek značky Rico o tvrdosti 3 měkčí než stejně tvrdý plátek značky Vandoren.

## Typy saxofonů

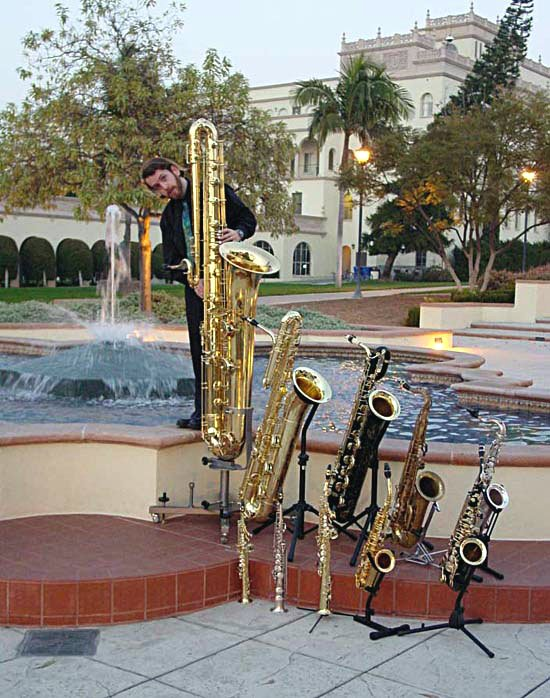
Jay C. Easton s deseti zástupci saxonové rodiny. Od největšímu k nejmenšímu: kontrabasový, basový, barytonový, tenorový, tenorový in C, altový, mezzosopránový in F, sopránový, sopránový in C, sopraninový.

### Vynález a typy
Adolphe Sax patentoval 2 rodiny saxofonů:
- orchestrální (ladění v C a v F) a
- vojenskou (ladění v B a v Es).

Každá rodina se skládá ze sedmi základních nástrojů.
| název                               | typ                                   | typ                       |
| název                               | ladění v tónině (in)                  | ladění v tónině (in)      |
| ----------------------------------- | ------------------------------------- | ------------------------- |
| název                               | orchestrální                          | vojenské                  |
| sopranissimový, novinka             | C                                     | soprillo, B               |
| sopraninový                         | F                                     | Es, sopraninosaxofon      |
| sopránový                           | sopránový in C                        | sopránsaxofon in B, běžný |
| altový                              | altový in F (mezzosopránový in F)     | altsaxofon Es, běžný      |
| tenorový                            | tenorsaxofon in C, C-melody saxophone | tenorsaxofon B, běžný     |
| barytonový                          | F                                     | barytonsaxofon Es, běžný  |
| basový                              | C                                     | B                         |
| kontrabasový                        | F                                     | Es                        |
| subkontrabasový, nikdy nerealizován | C                                     | B                         |

Sax také plánoval postavit subkontrabasový (bourdonový) saxofon, ale k jeho realizaci nikdy nedošlo.
V nedávné době byl postaven sopranissimový saxofon (Sax ho nenavrhoval z důvodů velkých technických obtíží při stavbě). Dostal přezdívku Soprillo, je laděn in B a zní o kvintu výše než sopraninový saxofon.

### Ladění a notace
Ladění se střídá, jako např. v orchestrální rodině:
- sopraninový v F,
- sopránový v C,
- altový v Es,
- tenorový v C apod.

Zápis pro všechny saxofony je v houslovém klíči. Standardní rozsah je od (malého) b po f³ nebo fis³. Znějící rozsah je u každého saxofonu jiný.

### Používání a rozšířenost
V současnosti se používají takřka výhradně „vojenské“ typy, zejména sopránový (in B), altový (in Es), tenorový (in B) a barytonový (in Es).
Jediný nástroj z orchestrální rodiny, který dosáhl větší popularity, byl tenorsaxofon in C (v angličtině C-melody tenor saxophone), používal se zejména ve 20. a 30. letech 20. století.

## Skladby pro saxofony
Tóny, které jsou výš než F³, se u všech saxofonů považují za součást altissimového rejstříku a jsou tvořeny speciálním nátiskem a hmaty. Sám Sax mistrovsky ovládal tuto techniku.
V polovině dvacátého století se někteří hráči odmítali naučit hrát v altissimovém rejstříku. V mnoha článcích, které byly napsány v tomto období, se hovoří o používání altissimových tónů jako o akrobatických kouscích, které falšují nebo využívají špatný prstoklad. Na altissimovém rejstříku ovšem není nic falešného. Stejně jako u ostatních dřevěných dechových nástrojů, hráč pouze využívá harmonických kmitů, aby tak rozšířil rozsah nástroje. U saxofonu však vyžaduje zvládnutí těchto kmitů mnohem větší úsilí než u jiných dřevěných dechových nástrojů.
Téměř všechny saxofony jsou transponující nástroje. Sopraninový, altový a barytonový jsou laděny v Es, zatímco sopránový, tenorový a basový v Bb. Jelikož všechny nástroje používají stejné uspořádání klapek a prstoklad pro vytvoření tónů, není pro schopného hráče velký problém přejít z jedné velikosti saxofonu na jinou. Hraje-li saxofonista psané C na altsaxofon, zní Es (sexta dolů). Hraje-li ovšem hráč psané C na tenorsaxofon, zní Bb (nóna dolů). Barytonsaxofon hraje o oktávu níž než altsaxofon a sopránový saxofon zní o oktávu výš než tenorový.
Protože barytonový a altový saxofon jsou laděny v Es, mohou hráči hrát z partu psaného v basovém klíči, pokud ho budou číst jako houslový a přidají si tři křížky v předznamenání. Tato metoda, substituce klíčů, umožňuje barytonsaxofonistovi (nebo jakémukoliv jinému hráči, který hraje na nástroj laděný v Es) hrát z partů psaných pro fagot, tubu, pozoun nebo kontrabas. To může být užitečné postrádá-li kapela nebo orchestr jeden ze zmíněných nástrojů.
Většina barytonsaxofonů vyrobených po roce 1980 má přídavnou klapku pro malé A (koncertní C), avšak dříve vyrobené barytonové saxofony a ostatní typy saxofonů tuto klapku nemají (s výjimkou některých bassaxofonů a několika výjimečných altsaxofonů vyrobených společností Selmer). Skladatelé píšící pro barytonsaxofon, kteří vyžadují malé a, by si měli být vědomi toho, že mnoho hráčů nebude moci tuto notu z důvodu absence požadované klapky zahrát.

## Saxofon v orchestrech

### Dechové orchestry
Nejdéle jsou saxofony využívány v dechových souborech, již krátce po svém uvedení je začala používat francouzská armáda. Saxofon kombinuje výhody dřevěných nástrojů (lehkou ovladatelnost jak při hře, tak za chůze) a průrazný tón žesťových nástrojů; pro účely zejména vojenských kapel je tedy velice vhodný.

### Klasická hudba
Kvůli svým zvukovým vlastnostem se v klasické hudbě nikdy ve větším měřítku neprosadil. Pro tyto účely je jeho tón příliš robustní a ostrý. Přesto existuje několik koncertů pro sólový saxofon a orchestr.

### Jazz
Jazz je bez saxofonu takřka nemyslitelný – naprostá většina jazzových souborů obsahuje tento nástroj, buď jako sólový nebo doprovodný.
Velice časté je seskupení saxofonů do malých souborů, jejich zvuk velice dobře splývá. Oblíbený je saxofonový kvartet – sopránový, altový, tenorový a barytonový, místo sopránového se někdy používá altsaxofon. Větším komorním hudebním tělesem je saxofonový orchestr, nejčastěji složen z 12 nástrojů (přičemž obsazení se může měnit): sopraninový, dva sopránové, tři altové, tři tenorové, dva barytonové a jeden basový saxofon.
Typická saxofonová sekce v big bandu se skládá z dvou až šesti altsaxofonů, jednoho až tří tenorsaxofonů a jednoho barytonsaxofonu. Sopránsaxofon se používá většinou jen k sólové hře, popř. v komorních saxofonových souborech.

## Značky
Mezi nejznámější výrobce saxofonů patří Buffet Crampon, Cannonball, Julius Keilwerth, Leblanc, P. Mauriat, Roland, Selmer, Yamaha a Yanagisava. V České republice je předním výrobcem Amati Kraslice.
Za tradiční výrobce jsou považovány firmy Keilwerth, Selmer, Yamaha a Yanagisava, které někdy bývají označovány termínem „Velká čtyřka“.

## Technika hry
Mnoho lidí se domnívá, že stát se schopným saxofonistou je poměrně jednoduché, a to hlavně v případě přecházíme-li z jiného dřevěného dechového nástroje, ale většinou je potřeba značné množství práce, aby byl člověk schopen vytvořit příjemný tón a dokonalou techniku.
Technika hry na saxofon je závislá na stylu, kterému se chce hráč věnovat (klasika, jazz, rock, funky, atd.), a také na tónu, který chce daný hráč být schopen vytvořit.

### Nátisk
Nátisk se většinou tvoří tak, že hráč má hubičku vloženou v ústech ne více než do půlky (asi 1 cm). Spodní ret je podepřen spodními zuby a dotýká se plátku. Vrchní zuby lehce tlačí z vrchu na hubičku a tím stabilizují herní pozici. Horní ret slouží k utěsnění a zabraňuje úniku vzduchu. Saxofonový nátisk se přirovnává k pískání.

### Vibrato
Saxofonové vibrato je podobné smyčcovému nebo vokálnímu vibratu. Rozdíl je pouze v tom, že vibrace jsou tvořeny za pomoci čelisti namísto prstů nebo bránice. Pohyb čelisti si můžeme simulovat vyslovením slabik „wa-wa-wa“ nebo „taj-yai-yai“. Opět záleží na hráči, která metoda je pro něho nejlepší pro vytvoření správného vibrata. Zatímco většina lidí tvrdí, že vibrato není pro saxofon důležité (důležitější je podle nich kvalitní tón), jiní tvrdí, že je to nedílná součást typické saxofonové barvy. Klasické vibrato se u jednotlivých hráčů liší. Mnoho klasických hráčů si bere za vzor vibrato, které tvoří houslisté. Ještě mnohem více se u jednotlivých hráčů liší jazzové vibrato.

### Zvláštní efekty
K vytvoření nových a zajímavých tónů může být použito mnoho různých efektů.
- Growling je technika, kdy saxofonista chrčí, bručí nebo vrčí za pomoci hlasivek. Tím je způsobena modulace zvuku a výsledkem je drsnost a chraplavost tónu. Vzácně se s tímto efektem můžeme setkat v klasické nebo dechové hudbě, často se ovšem využívá v jazzu, blues, rock’n’rollu a v dalších populárních žánrech. Mezi významné hudebníky, kteří používali tuto techniku, patří Earl Bostic, Boots Randolph, Gato Barbieri, Ben Webster, Clarence Clemons a King Curtis.

- Glissando je technika, při které saxofonista nepatrně sníží nebo zvýší tón a současně sklouzne na vyšší nebo nižší tón. S touto technikou se někdy můžeme setkat v dechových orchestrech (např. v skladbě „Sing, sing, sing“ od Bennyho Goodmana) a vzácně také v orchestrálních skladbách (např. Gershwinova skladba Rapsodie v modrém). Glissando může být také tvořeno pomocí jazyka, který ovládá proud vzduchu a zároveň udržuje stabilní nátisk.

- Multiphonics je technika, kdy hráč hraje více než jeden tón zároveň. Speciální prstoklad zapříčiní, že nástroj vibruje na dvou různých frekvencích současně a vytváří tak trylkový tón.

## Známí saxofonisté

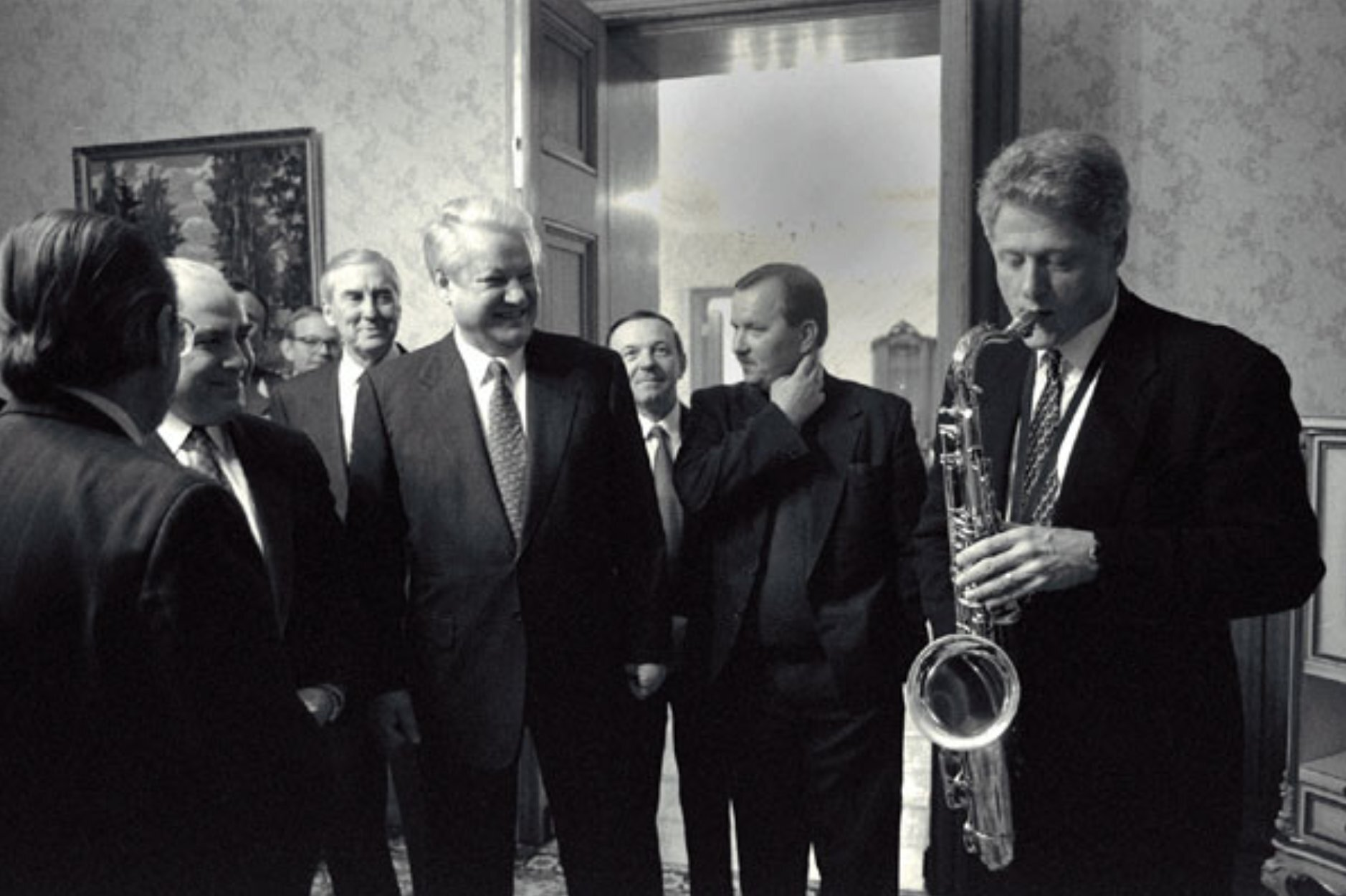
Bill Clinton hrající na tenorsaxofon u Borise Jelcina

Většina saxofonistů nehraje pouze na jediný typ nástroje, ale s oblibou používá více typů, které mnohdy střídají i s ostatními nástroji, především s klarinetem nebo příčnou flétnou. Nejznámějšími saxofonisty jsou:
- Charlie Parker
- John Coltrane
- Sonny Rollins
- Stan Getz
- Coleman Hawkins

Z českých zejména Felix Slováček, Jiří Stivín, Viktor Kotrubenko, František Kop, Jiří Hála, Štěpán Markovič, Svatobor Macák, Radek Zapadlo, Ondřej Štveráček, Rostislav Fraš, Ivan Myslikovjan, Roman Pašek, Jiří Šíma (hudebník), Vítek Malinovský, Mikoláš Chadima, Andrea Kolmanová, Antonín Mühlhansl, Petri Herzanen, Petr Kovařík, Pavel Zlámal, Lubor Pokluda, Michal Žáček, Radim Hanousek nebo Jan Tříska.

### Zajímavosti
- Bill Clinton, exprezident USA, s oblibou hraje na tenorsaxofon.
- Líza Simpsonová, postava z kresleného seriálu Simpsonovi, je takřka geniální hráčkou na barytonsaxofon.
- Danny Smiřický, literární alterego Josefa Škvoreckého, je neodmyslitelně spojen s hrou na tenorsaxofon.